# Chacun sa route
Chacun sa route est une chanson de reggae du groupe K. O. D composé de Manu Katché, Geoffrey Oryema et Tonton David. C'est la bande originale du film Un Indien dans la ville, sorti en 1994.